# Markus Keller
Markus Keller (Bottighofen, 6 de diciembre de 1982) es un deportista suizo que compitió en snowboard. Ganó una medalla de oro en el Campeonato Mundial de Snowboard de 2003, en la prueba de halfpipe.
Participó en dos Juegos Olímpicos de Invierno, en la disciplina de halfpipe, ocupando el séptimo lugar en Turín 2006 y el 29.º lugar en Vancouver 2010.

## Medallero internacional
| Campeonato Mundial | Campeonato Mundial    | Campeonato Mundial | Campeonato Mundial |
| Año                | Lugar                 | Medalla            | Prueba             |
| ------------------ | --------------------- | ------------------ | ------------------ |
| 2003               | Kreischberg (Austria) | Medalla de oro     | Halfpipe           |